# Hotel California
Hotel California es el quinto álbum de la banda estadounidense de música rock Eagles. Fue publicado el 8 de diciembre de 1976. Es el primer álbum del grupo sin su miembro fundador Bernie Leadon y el primero con Joe Walsh.

## Historia
Hotel California fue el quinto álbum de los Eagles con material original y se convirtió en un gran éxito comercial. Desde su publicación en 1976 ha vendido más de 26 millones de copias solamente en los Estados Unidos, siendo su álbum con material original con mejores ventas, y más de 42 millones a nivel mundial. Permaneció como número uno en ventas durante ocho semanas, no consecutivas, entre finales de 1976 y principios de 1977, e incluía dos sencillos que se convirtieron en número uno de las listas de éxitos de Billboard Hot 100: «New Kid in Town», el 26 de febrero de 1977, y «Hotel California», el 7 de mayo de 1977.  
En 2001 la cadena de televisión por cable VH1 nominó a Hotel California como el trigésimo octavo más importante álbum de todos los tiempos. En otra encuesta de la cadena de televisión británica Channel 4 obtuvo el puesto 95 entre los 100 álbumes más importantes de la historia.
Asimismo, en 2003, en una edición especial, la revista Rolling Stone posicionó el álbum en el puesto 37 de su lista de los 500 mejores álbumes de todos los tiempos.

## Temas
Hotel California toca diversos asuntos, incluyendo la inocencia (y su pérdida), adicción a las drogas, muerte, los peligros, tentaciones, y la fugaz naturaleza de la fama, relaciones turbulentas, divorcios y la pérdida del amor, los resultados finales de la Doctrina del destino manifiesto, y el «Sueño Americano». 
Los miembros del grupo han descrito el álbum como una metáfora por su percepción del declive de América en el materialismo y decadencia. En una entrevista con la revista Holandesa ZigZag poco antes de la publicación del álbum, Don Henley afirmó:

This is a concept album, there's no way to hide it, but it's not set in the old West, the cowboy thing, you know. It's more urban this time (. . . ) It's our bicentennial year, you know, the country is 200 years old, so we figured since we are the Eagles and the Eagle is our national symbol, that we were obliged to make some kind of a little bicentennial statement using California as a microcosm of the whole United States, or the whole world, if you will, and to try to wake people up and say 'We've been okay so far, for 200 years, but we're gonna have to change if we're gonna continue to be around.'

Traducción libre:

Este álbum es un álbum conceptual, no podemos negarlo, no tiene lugar en el Lejano Oeste, con vaqueros y demás. Es más urbano esta vez (...) Este año se celebra el bicentenario de los Estados Unidos, ya sabes, el país tiene 200 años, así que pensamos que ya que somos los Eagles (Águilas) y que el águila es nuestro símbolo nacional, estábamos por ello obligados a hacer una mención al bicentenario usando California como un microcosmos del conjunto de Estados Unidos, o del conjunto del mundo, si lo prefieres, e intentar que la gente se levante y diga "Hemos estado bien hasta ahora, durante 200 años, pero vamos a tener que cambiar si vamos a seguir estando por aquí."

La pista final del álbum, la canción «The Last Resort», trata sobre la muerte de la sociedad. Glenn Frey, en el episodio Hotel California de In the Studio with Redbeard explicó hablando de la pista: 

It was the first time that Don took it upon himself to write an epic story and we were already starting to worry about the environment...we're constantly screwing up paradise and that was the point of the song and that at somepoint there is going to be no more new frontiers. I mean we're putting junk, er, garbage into space now.

Traducción libre:

esta fue la primera vez que no se tomó una experiencia para escribir una historia épica, estábamos comenzando a preocuparnos por el ambiente... Estamos constantemente descifrando el paraíso, ese fue el punto de la canción, y a partir de ahí no habrá más nuevas fronteras, es decir, ahora estamos colocando la chatarra, o la basura en el espacio."

## Carátula

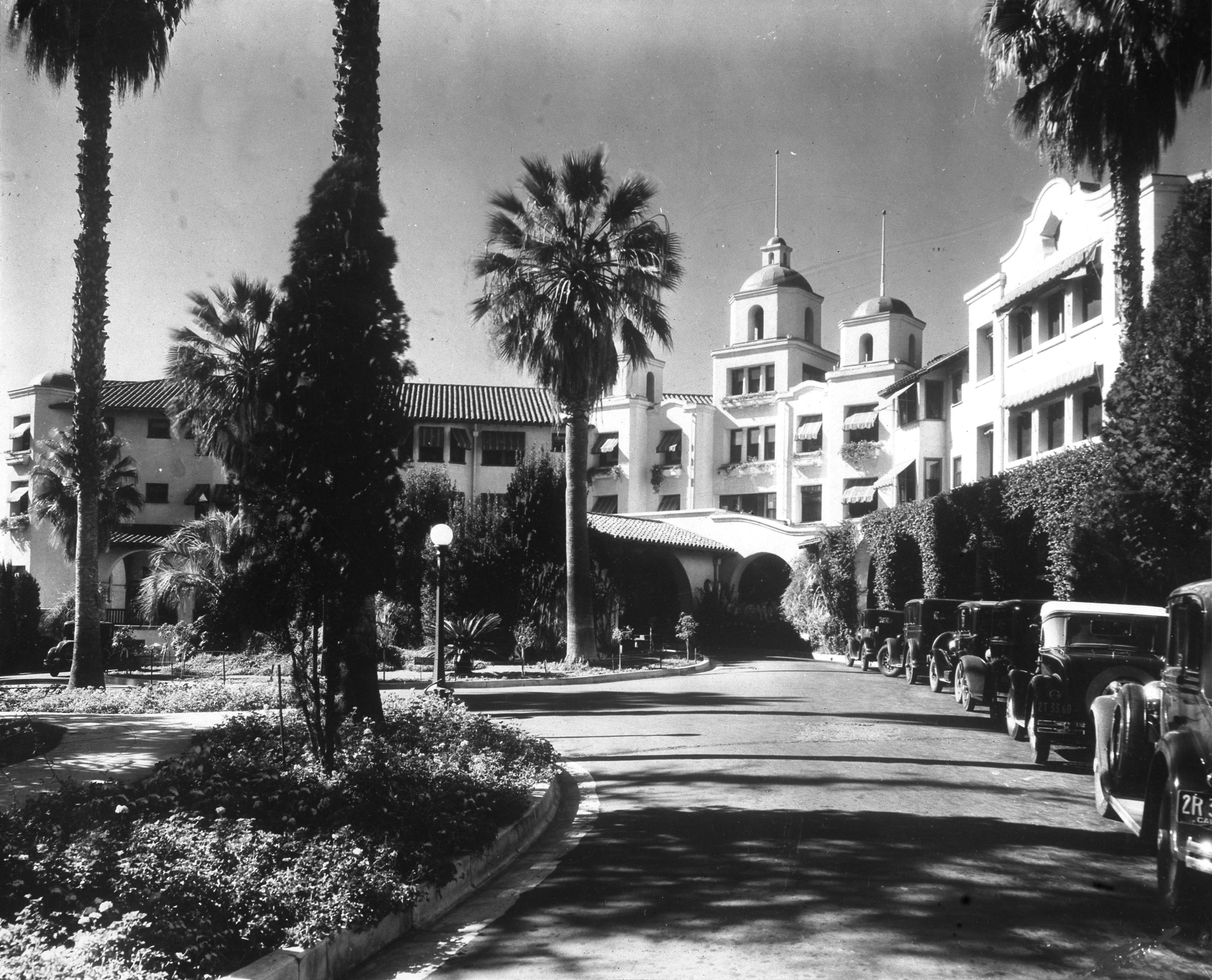
Hotel Beverly Hills.

La imagen de la carátula es del hotel Beverly Hills. Muchos hoteles alrededor del mundo han reclamado haber servido de inspiración para la canción, muy especialmente el «Hotel California» situado en Todos Santos, Baja California Sur, México.

## Listado de pistas
1. "Hotel California" (Felder, Henley, Frey) – 6:30
  - Vocalista principal y percusión, Don Henley; solos de guitarra, Joe Walsh y Don Felder.
2. "New Kid in Town" (J.D. Souther, Henley, Frey) – 5:04
  - Vocalista principal y guitarra acústica, Glenn Frey; guitarra acústica, Randy Meisner; guitarra eléctrica, Don Felder; órgano y piano eléctrico: Joe Walsh.
3. "Life in the Fast Lane" (Walsh, Henley, Frey) – 4:46
  - Vocalista principal: Don Henley, guitarra by Joe Walsh, clavinet by Glenn Frey.
4. "Wasted Time" (Henley, Frey) – 4:55
  - Vocalista principal, Don Henley; piano, Glenn Frey; guitarras eléctricas, Don Felder; Órgano, Joe Walsh.
5. "Wasted Time (Reprise)" (instrumental) (Henley, Frey, Jim Ed Norman) – 1:22
  - Strings arranged & conducted by Jim Ed Norman.
6. "Victim of Love" (Felder, Souther, Henley, Frey) – 4:11
  - Vocalista principal, Don Henley; guitarra principal, Don Felder; guitarra, Joe Walsh.
7. "Pretty Maids All in a Row" (Walsh, Joe Vitale) – 4:05
  - Vocalista principal, piano & guitarra, Joe Walsh; sintetizador, Joe Walsh y Glenn Frey.
8. "Try and Love Again" (Meisner) – 5:10
  - Vocalista principal, Randy Meisner; guitarra principal by Glenn Frey; guitarra, Joe Walsh.
9. "The Last Resort" (Henley, Frey) – 7:25
  - Vocalista principal, Don Henley, sintetizador, Joe Walsh y Don Henley; guitarra, Don Felder.

## Equipo
- Don Felder: Guitarra acústica y eléctrica, pedal, guitar, vocalista.
- Glenn Frey: Guitarra, sintetizador, piano, teclados, clavinet, vocalista.
- Don Henley: Batería, Percusión, sintetizador, vocalista.
- Randy Meisner: Bajo, guitarra acústica, vocalista.
- Joe Walsh: guitarra eléctrica, guitarra acústica, Lap steel guitar, teclados, piano, órgano, sintetizador, vocalista.

Personal extra
- Jim Ed Norman - Conductor
- Sid Sharp - Maestro de concierto

## Producción
- Producción: Bill Szymczyk
- Ingenieros: Allan Blazek, Bruce Hensal, Ed Marshall, Bill Szymczyk
- Mezclas: Bill Szymczyk
- Arreglos de cuerda: Jim Ed Norman
- Dirección artística: Don Henley, John Kosh
- Diseño: John Kosh
- Fotografía: David Alexander
- Carátulas e ilustraciones: Kosh
- Póster: Norman Seeff
- Preparación del CD: Kevin Gray
- Masterización y remasterización: Ted Jensen

## Sencillos publicados
- "New Kid in Town"/"Victim Of Love" - Asylum 45373; publicado el 7 de diciembre[1] de 1976.
- "Hotel California"/"Pretty Maids All In A Row" - Asylum 45286; publicado el 22 de febrero[1] de 1977.
- "Life in the Fast Lane"/"The Last Resort" - Asylum 45403; publicado el 3 de mayo[1] de 1977.

## Listas de éxitos
Álbum - Revista Billboard (Estados Unidos)
| Año  | Lista de éxitos | Posición |
| ---- | --------------- | -------- |
| 1977 | Álbum country   | 10       |
| 1977 | Álbum pop       | 1        |

Sencillos - Billboard
| Año  | Sencillo                | Lista de éxitos    | Posición |
| ---- | ----------------------- | ------------------ | -------- |
| 1977 | "New Kid in Town"       | Adult Contemporary | 2        |
| 1977 | "New Kid In Town"       | Country Singles    | 43       |
| 1977 | "New Kid In Town"       | Pop Singles        | 1        |
| 1977 | "Hotel California"      | Pop Singles        | 1        |
| 1977 | "Life In The Fast Lane" | Pop Singles        | 11       |

## Premios y galardones
Premios Grammy
| Año  | Ganador            | Categoría                              |
| ---- | ------------------ | -------------------------------------- |
| 1977 | "Hotel California" | Premio Grammy por la grabación del año |
| 1977 | "New Kid in Town"  | Mejores arreglos de voz                |

Nominaciones a Premios Grammy 
| Año  | Nominado           | Categoría         |
| ---- | ------------------ | ----------------- |
| 1977 | "Hotel California" | Canción del año   |
| 1977 | Hotel California   | Álbum del año     |
| 1977 | Bill Szymczyk      | Productor del año |